# In koelen bloede
In koelen bloede, Een waargebeurd verhaal van een meervoudige moord en zijn consequenties, (In Cold Blood: A True Account of a Multiple Murder and Its Consequences) is een boek uit 1966 van de Amerikaanse schrijver Truman Capote. In de moderne literatuur was dit boek de eerste non-fictieroman. Capote baseerde zich op waargebeurde feiten en vertelt het verhaal van de Clutters uit Holcomb (Kansas). Herbert William Clutter, een rijke boer en zijn gezin, bestaande uit zijn vrouw Bonnie, hun 16-jarige dochter Nancy en hun 15-jarige zoon Kenyon werden in 1959 op gruwelijke wijze vermoord.
Capote kwam de viervoudige moord op het spoor door een artikel in The New York Times. Hij besloot naar Kansas af te reizen om daar, nog voordat de daders Richard "Dick" Hickock en Perry Smith gepakt werden, over de moorden te schrijven. Capote reisde samen met zijn jeugdvriendin Harper Lee (auteur van To Kill a Mockingbird). Samen interviewden zij lokale bewoners en de recherche. Capote en Lee maakten duizenden pagina's aantekeningen en Capote was vele jaren bezig om het boek te schrijven. Het boek werd eerst in vier delen gepubliceerd in The New Yorker. In januari 1966 werd het boek als één geheel uitgegeven. Er werden over het verhaal theaterproducties gemaakt en het boek werd verfilmd. De gebeurtenissen in Capote's leven rondom het schrijven van het boek werden in 2005 verfilmd in de biopics Capote (2005) en Infamous (2006).

## Inhoud
Capote beschrijft het verhaal van twee vrienden die samen een bloedbad aanrichten, iets wat zij nooit alleen gedaan zouden kunnen hebben. Capote beschrijft ook de levens van de slachtoffers, en het effect dat de moorden op de kleine plattelandsgemeenschap Holcomb hadden.

### De Clutter-familie

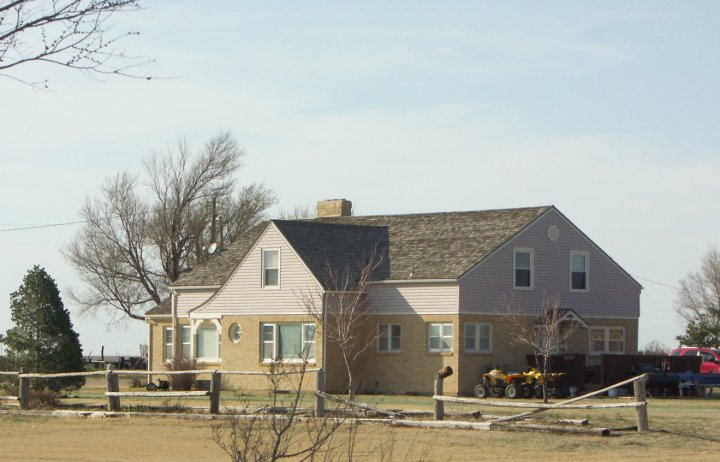
Het huis van de Clutters, gefotografeerd in 2009

Het verhaal begint in Holcomb, een klein plattelandsdorpje in het westen van Kansas, het thuis van de Clutter-familie. Vader Herbert was een gerespecteerd en succesvolle boer. Hij was een strenge methodist, wat inhoudt dat hij geen alcohol en koffie dronk en niet rookte. Herbert was een "self-made man". Hij was eerst een tijdje werknemer geweest bij de lobby voor landbouw in de streek van Kansas. Zijn grootste droom was echter om zelf een boerderij te hebben en dus gaf hij zijn baan op om deze droom te verwezenlijken. Sommige mensen lachten hem daarom uit en zeiden dat hij zou falen. In korte tijd stampte hij echter een goede boerderij uit de grond en werd hij de op een na rijkste man van de omgeving. Er waren op sommige momenten achttien man in zijn dienst. Vroegere werknemers roemden Herbert om de goede behandeling en de hoge lonen die hij het personeel gaf.
Zijn vier kinderen, drie meisjes en een jongen, waren ook populair op het plattelandsdorpje. De twee oudsten, Eveanna en Beverly, woonden niet meer thuis. Eveanna was getrouwd en had een kindje. Beverly's huwelijk was gepland en ging uiteindelijk vroeger door, vanwege de moorden. De twee jongste kinderen, Nancy (16 jaar) en Kenyon (15 jaar) waren middelbare scholieren en woonden nog thuis. De vrouw van Clutter, Bonnie, was een lid van de lokale tuinclub. Zij was echter depressief sinds de geboorte van haar kinderen.
In de vroege uren van zondag 15 november 1959 werden Herb, Bonnie, Nancy en Kenyon Clutter vermoord, nadat zij eerst vastgebonden waren. Dit alles gebeurde tijdens een roofinbraak, waarbij echter niets werd buitgemaakt op wat prullaria na.

### De moordenaars
Twee voorwaardelijk vrijgelaten gedetineerden uit de staatsgevangenis van Kansas gaven toe dat zij de moorden gepleegd hebben. Richard Hickock had van een medegevangene, Floyd Wells, die vroeger bij de familie Clutter had gewerkt, gehoord dat Herb Clutter een kluis had waar hij grote hoeveelheden geld in zou bewaren (minimaal $10.000). De tip bleek achteraf niet te kloppen, aangezien Clutter helemaal geen kluis had, en al zijn zaken met cheques deed. Hij had vrijwel geen contant geld in huis.
Richard Hickock, 28 jaar ten tijde van de moord, was een oplichter. Hij werd geboren in juni 1931. Hij was buitengewoon slim, en had een prima geheugen. Ondanks zijn stabiele thuissituatie (zijn ouders waren arm, maar zorgden wel goed voor de jongen), ontwikkelde hij zich tot psychopaat. Zijn sterkste punten in het criminele circuit waren het vervalsen van cheques en kleine diefstal. Ook werd Hickock verdacht van pedofilie; hij voelde zich meer dan eens aangetrokken tot jonge meisjes.
Perry Edward Smith, 31 jaar ten tijde van de moord, was een zoon van een rodeorijder. Hij werd geboren op 27 oktober 1928, was half Cherokee en half Iers-Amerikaans. Door een motorongeluk werden zijn beide benen zwaar beschadigd, en raakte hij verslaafd aan aspirine. Smith was, net zoals Hickock, heel slim, en Smith was gezegend met een groot muzikaal en artistiek talent. Hij verhuisde samen met zijn moeder naar San Francisco toen hij zes jaar was. Perry was nooit naar school geweest, iets wat hij betreurde. Zijn alcoholistische moeder stikte in haar eigen braaksel en twee van haar drie andere kinderen, een jongen en twee meisjes, pleegden zelfmoord. Door zijn slechte jeugd kon Smith, onverwachts, in zeer grote woede uitbarsten. Als technicus in de Koreaanse Oorlog werd hij onderscheiden met de Bronzen Ster. Hij werd door zijn collega's beschreven als iemand die in alle klusjes en taken erg goed was. Tijdens de oorlog had hij geregeld vechtpartijen met anderen, veroorzaakt door zijn agressieprobleem. 
Smith was de tegenpool van Hickock in verschillende dingen. Zo was Smith stil, verlegen en was erg in de war door zijn slechte jeugd. Om zijn lage zelfbeeld te maskeren, was hij erg arrogant. Hij werd na een diefstal in de staatsgevangenis van Kansas geplaatst. Hier raakte hij bevriend met Hickock. Smith plaste vaak in bed. Hijzelf schreef het bedplassen altijd toe aan de ongezonde voeding die hij kreeg tijdens zijn jeugd. Door het zure eten had hij een zwakke blaas gekregen. In het weeshuis waar hij een tijdje zat, werd hij door de hoofdnon afgeranseld omdat hij altijd in zijn bed plaste.
Een groot deel van het boek besteedt aandacht aan de ingewikkelde psychische relatie tussen de twee moordenaars. Hickock was het meesterbrein, en liet Smith het vuile werk opknappen. Hickock kwam in de gevangenis op het idee om met het gestolen geld van de Clutters een nieuw leven in Mexico te beginnen. Er mocht geen enkele getuige zijn. Hickock leek het een goed plan, het zou een makkie worden. Hickock werd eerder voorwaardelijk vrijgelaten uit de gevangenis, op voorwaarde dat hij bij zijn ouders ging wonen, en schreef een brief aan Smith waarin hij zijn plan uitlegde. Smith, die ondertussen reeds vrij was en in Las Vegas woonde, ging daarom naar de stad waar Hickocks ouders woonden. Dat was de plaats waar ze hadden afgesproken. Daar moest hij echter in een hotel logeren omdat de moeder van Hickock niet wilde dat hij bij hen thuis logeerde.
Op zondag 15 november 1959 openden de beide mannen in de vroege ochtend een zijdeur in het huis van het gezin Clutter. Herb Clutter hoorde geluid, en liep naar beneden om poolshoogte te nemen. Hij kwam oog in oog te staan met de moordenaars. Clutter beloofde dat hij hen al zijn geld zou geven, maar dat hij niet veel op zak had. Hickock vertelde Smith dat hij de rest van de familie moest vastbinden, en een prop in hun mond moest doen. Smith deed dit bij iedereen, behalve bij dochter Nancy Clutter. Hierna gingen de beide mannen op zoek naar geld in het huis. Na uitgebreid onderzoek en verhitte gesprekken kwamen Hickock en Smith tot de conclusie dat Herbert Clutter echt de waarheid sprak, er was geen geld in huis. 
Hickock had meerdere malen tegen Smith gezegd dat hij absoluut geen getuigen wilde. Hierop sneed Smith de keel door van Herb Clutter. Daarna schoot Smith een kogel door het hoofd van Herb met een jachtgeweer. Wat hierna gebeurde is onduidelijk. Wél is duidelijk dat eerst Kenyon, toen Nancy en ten slotte Bonnie allemaal werden gedood door steeds één schot uit het jachtgeweer. Smith en Hickock zeiden beiden van elkaar dat de andere persoon de moorden gepleegd had. Hierdoor is het niet zeker of Smith daadwerkelijk geschoten heeft.
De grote doorbraak in het onderzoek kwam nadat Floyd Wells, het vroegere celmaatje van Hickock, op de radio over de moorden had gehoord. Wells was degene die de tip van het geld in Clutters huis had gegeven, en herkende de moord dan ook. De tip van Floyd Wells leidde tot de arrestatie van Hickock en Smith in Las Vegas (Nevada), ongeveer zes weken na de moorden. Een politieagent herkende de auto waarin Hickock en Smith reden als gestolen, en het duo werd door de Kansas Bureau of Investigation overgeplaatst naar Garden City (Kansas).

### De rechtszaak
De rechtszaak werd van 22 maart tot 29 maart 1960 gehouden in Finney County Courthouse in Garden City. De verdachten werden aangeklaagd op grond van zoolafdrukken die overeenkwamen met de gevonden afdrukken in het huis van de Clutters. Ook werden gestolen voorwerpen uit het huis teruggevonden bij Hickock en Smith. Hickock gaf het eerst toe dat hij betrokken was bij de moorden. Smith bekende de moorden in de politieauto toen hij naar de gevangenis werd overgebracht. Smith en Hickock probeerden zich in de rechtszaal te verdedigen met ontoerekeningsvatbaarheid, maar nadat zij door artsen waren onderzocht werden zij volledig gezond verklaard. De advocaten van de twee tekenden beroep aan, omdat het gezondheidsonderzoek niet zou zijn uitgevoerd door gespecialiseerde doktoren, maar slechts door huisartsen. Dit beroep werd afgewezen.
Hickock deed ook nog een poging het proces ongeldig te laten verklaren door zijn advocaat ervan te beschuldigen niet voldoende zijn best te hebben gedaan. Hierop volgde een onderzoek door de balie, maar de advocaten werden niet schuldig bevonden aan verzuim of enige andere fout. Dus kon de rechtszaak niet ongeldig worden verklaard. Wel kreeg Hickock hierna andere advocaten, die de ene na de andere vertragingsmanoeuvre uitvoerden en zo de doodstraf steeds wisten uit te stellen.
Ondertussen zaten Smith en Hickock vast in de gevangenis, in de zogenaamde death row, waar ze gezelschap hadden van een student die zijn hele gezin had afgeslacht, en van twee ex-soldaten die zeven moorden hadden gepleegd voor de lol. Deze twee wilden de mensen bevrijden van deze vreselijke wereld.
Na vijf jaar gewacht te hebben, werden Smith en Hickock op 14 april 1965 in de staatsgevangenis van Kansas geëxecuteerd door ophanging. Dit gebeurde net na middernacht. Een paar uur eerder had de kok het laatste maal bereid, volledig naar keuze van de geëxecuteerden. Het menu bestond uit garnalen, frieten, stokbrood, en ijs met kersen en slagroom. Hickock, toen 33 jaar oud, werd als eerste opgehangen om 00.41, gevolgd door Smith, toen 36 jaar oud, om 01.19 uur.

### Vier delen
In koelen bloede bestaat uit vier delen:
- De laatsten die hen nog in leven hebben gezien (The Last to see Them Alive). Hierin wordt verslag gedaan van de laatste dag uit het leven van de Clutters. Dit wordt afgewisseld met scènes met de twee moordenaars, die richting River Valley Farm gaan.
- Onbekenden (Persons Unknown). Hierin wordt de ontdekking van de moord beschreven en het begin van het gerechtelijk onderzoek.
- Het antwoord (Answer). Dit deel beschrijft hoe het onderzoek zich ontwikkelt vanaf de tip van Floyd Wells tot aan de arrestatie van Hickock en Smith.
- De hoek (The Corner) geeft een beeld van de juridische verwikkelingen na de arrestatie tot en met de terechtstelling.

## Capote's fascinatie

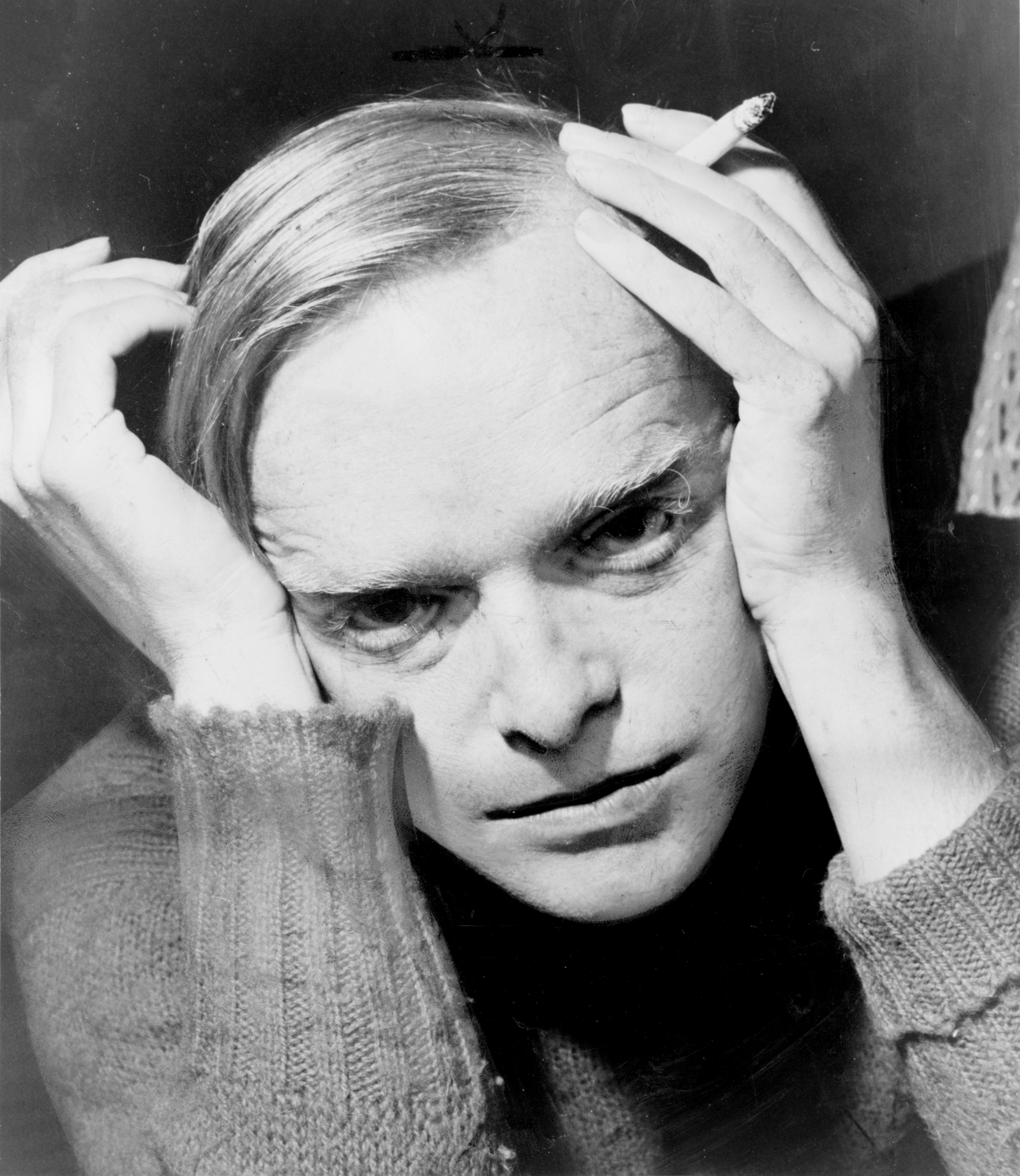
Truman Capote, 1959

“Capote was gefascineerd door de moord op de Clutters.” Het bericht dat hem op het spoor zette luidde: 
Holcomb, Kan. Nov. 15 (UPI). Een rijke verbouwer van koren, zijn vrouw en hun twee jonge kinderen werden vandaag doodgeschoten in hun huis gevonden. Zij waren omgebracht door geweervuur van dichtbij, nadat zij gebonden en gekneveld waren.
 Capote begon al snel een eigen onderzoek, waarvoor hij mensen uit de omgeving van de Clutters interviewde. Hij raakte steeds meer bij de zaak betrokken. Het boek is uiteindelijk gebaseerd op officiële transcripten van de verhoren, processtukken en veel gesprekken met betrokkenen. Capote sprak ook met de moordenaars en was aanwezig bij de terechtstelling. De fascinatie van Capote door de moord is vervolgens weer stof voor boeken (en films) geworden. Zo wordt bijvoorbeeld in de films Capote en Infamous (2006) deze fascinatie van Capote treffend in beeld gebracht.
Overigens bleek in 2013 dat In koelen bloede ook enkele feitelijke onjuistheden bevatte.

## Ontvangst
Toen In Cold Blood in 1965 verscheen was Capote al een gerenommeerd schrijver. Het boek veroorzaakte een sensatie en een controverse. “Nergens had Capote zo'n surrealistisch verhaal kunnen vinden als in de werkelijkheid.” Het boek had vooraf al veel publiciteit gekregen. Dat leidde ertoe dat sommige critici de oprechtheid van Capote in twijfel trokken. Capote werd door hen neergezet als een op sensatie beluste geldwolf die niets gedaan had om de executie van de daders te voorkomen. En dat terwijl hij beter dan wie ook op de hoogte was van de psychische stoornissen waaraan zij leden. Daarnaast werd gesuggereerd dat Capote zich alleen maar voor de zaak interesseerde vanwege het feit dat hij zich seksueel tot Smith aangetrokken voelde. 
Andere critici roemden juist de integriteit van Capote's werk. Het is een ingetogen verslag, en het doet een oprechte poging inzicht te verschaffen in wat er is gebeurd, en vooral in het waarom van de moorden. In het boek komen de uiteenlopende ervaringen van verschillende personen aan bod. Daardoor biedt het boek verschillende gezichtspunten op de zaak. Capote geeft deze gezichtspunten op een neutrale wijze weer. Uiteindelijk spreekt echter zijn persoonlijke opvatting duidelijk uit het boek. “De moordenaars zijn in Capote's ogen evenzeer slachtoffers van het noodlot als de Clutters zelf. Hun executie is dan ook niet minder dan een justitiële moord.”
Met In koelen bloede zou Capote volgens velen een heel nieuw genre literatuur hebben gecreëerd, dat van de “non-fictieroman”, ook wel “faction”. Kost (1988) stelt dit gelijk aan de documentaire roman en stelt dat  dit genre al in de 19e eeuw werd beoefend door de Engelse romanticus Thomas de Quincey, terwijl tot op zekere hoogte ook de roman An American Tragedy van Theodore Dreiser (1925) als non-fictieroman kan worden beschouwd.

## Nederlandse vertaling
Thérèse Cornips vertaalde In cold blood in 1966 in het Nederlands. Maarten 't Hart schreef er een kort nawoord bij.